# Axel Munthe

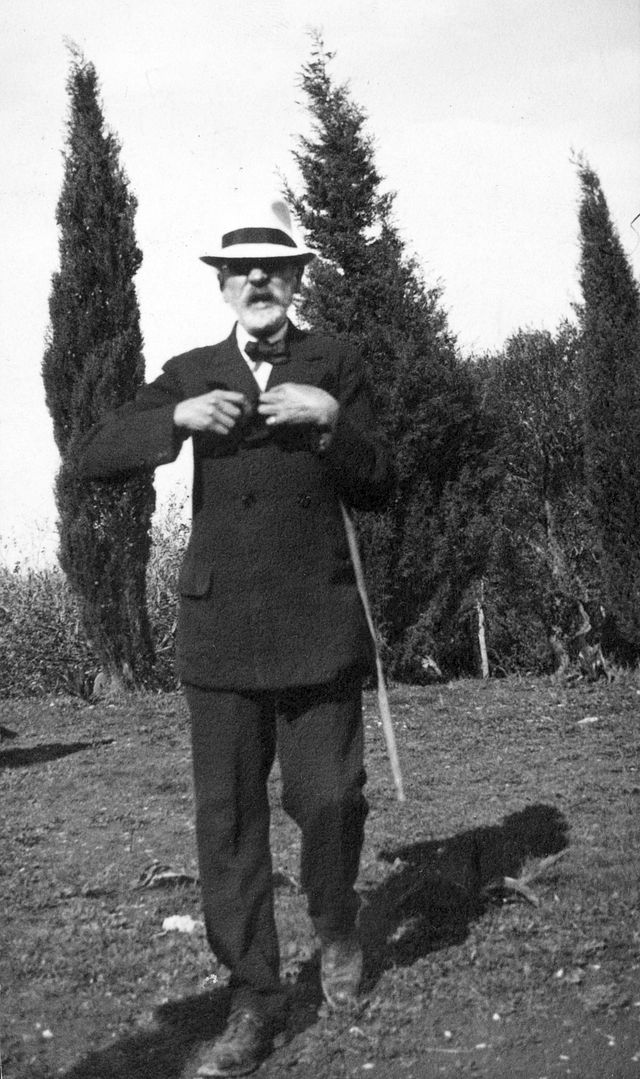
Axel Munthe

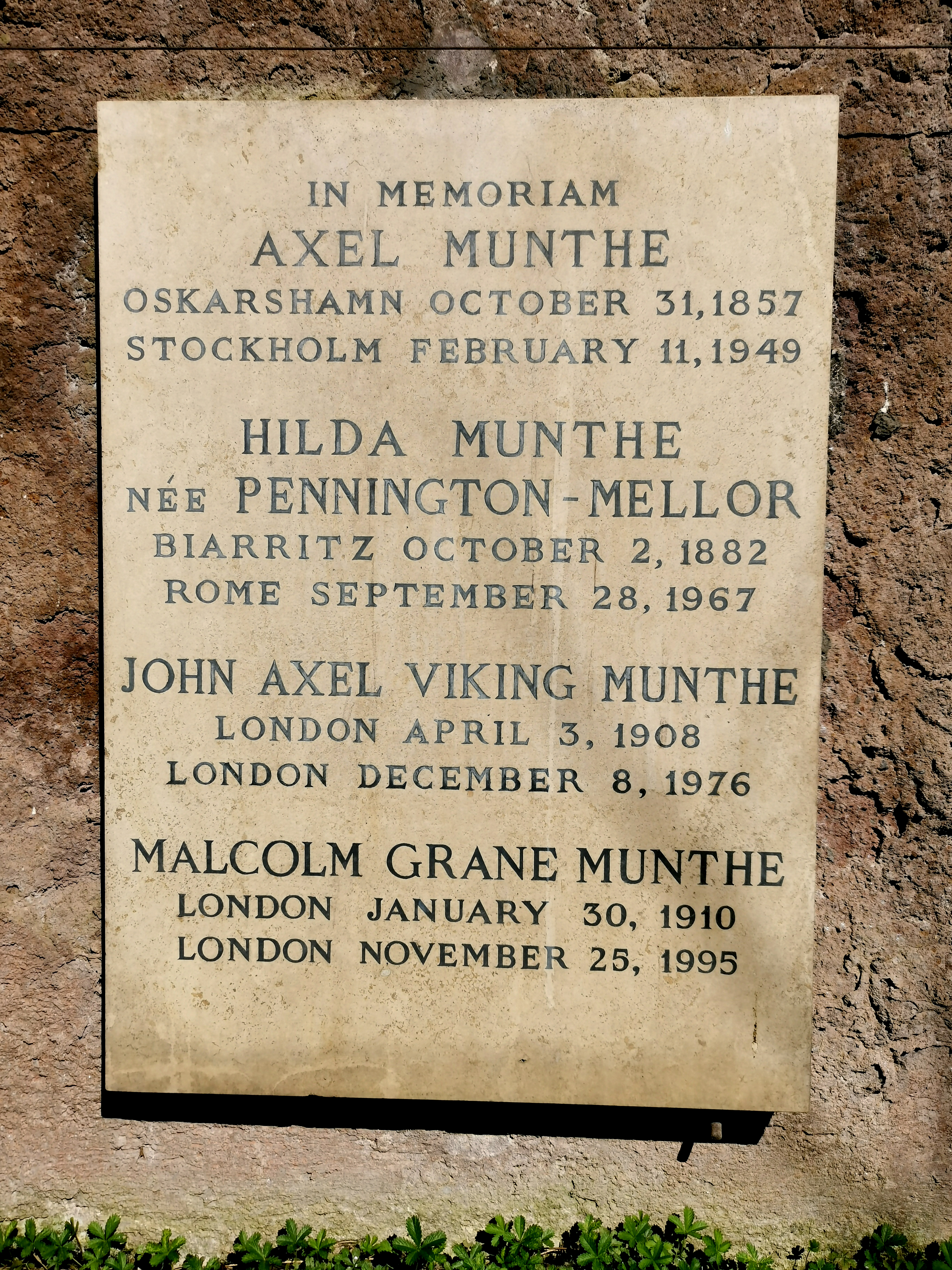
Grab von Hilda Munthe (?) und Erinnerungsplakette auf dem Nichtkatholischen (Protestantischen) Friedhof Rom

Axel Martin Fredrik „Puck“ Munthe [ˌakːsəl ˈmɵnːtə] (* 31. Oktober 1857 in Oskarshamn; † 11. Februar 1949 in Stockholm) war ein schwedischer Arzt und Autor.

## Beruf und Leben
Axel Munthe wurde 1857 als Sohn eines Apothekers geboren. Er studierte Medizin in Uppsala, Montpellier und Paris.
Ab 1880 begann er als Arzt in Paris und Rom zu praktizieren. Im Laufe der Jahre wirkte er noch in Neapel, London und Stockholm. Während seiner Studienjahre in Paris beeindruckten ihn besonders die Arbeiten Jean-Martin Charcots. Auch in späteren Jahren galt sein besonderes fachliches Interesse der Psychiatrie. Sein beruflicher Werdegang weist äußerlich etliche Brüche auf. So arbeitete er teilweise als Arzt für die untersten Bevölkerungsschichten, während er gleichzeitig oder kurz darauf eine Modearztpraxis betrieb. In Rom richtete er seine Praxis beispielsweise im Keats-Shelley House an der Spanischen Treppe ein, das zuvor u. a. von dem Dichter John Keats bewohnt worden war. Ab 1908 war Munthe Leibarzt der schwedischen Königin Viktoria, einer geborenen Prinzessin von Baden, die sich bis zu ihrem Tod regelmäßig in Munthes Nachbarschaft auf Capri aufhielt. In seiner Villa San Michele in Anacapri wurde er auch etwa von Henry James, Oscar Wilde, Rainer Maria Rilke und Curzio Malaparte besucht. Das Haus mit seinem prachtvollen Garten und dem weiten Ausblick über das Meer dient seit den 1950er-Jahren als Museum.
International bekannt wurde Axel Munthe durch seine 1929 erschienenen und in zahlreiche Sprachen übersetzten Erinnerungen Das Buch von San Michele. Darin mischen sich allerdings Biographisches mit Phantastischem bis zur Untrennbarkeit; so wiesen Bengt Jangfeldt und Thomas Steinfeld in ihren 2003 beziehungsweise 2007 erschienenen Munthe-Biographien zahlreiche Differenzen zwischen dem realen und dem „autobiographischen“ Leben des Verfassers nach.
Munthe starb 1949 in seiner in einem Seitenflügel des königlichen Schlosses in Stockholm gelegenen letzten Wohnung.

## Werke
- Små skizzer, 1888
- Bref och skizzer, 1909
- Red Cross and Iron Cross, 1916
- The Story of San Michele, 1929
  - Das Buch von San Michele, übersetzt von Gudrun Uexküll-Schwerin, Leipzig 1931
- En gammal bok om människor och djur, 1931
  - Ein altes Buch von Menschen und Tieren, Leipzig 1934
  - Neuausgabe als Seltsame Freunde, München 1952

## Verfilmung
Unter dem Titel Axel Munthe – Der Arzt von San Michele wurde in einer deutsch-französisch-italienischen Koproduktion 1962 das Leben des Arztes in einem Spielfilm dargestellt. Unter der Regie von Georg Marischka, der später von Rudolf Jugert abgelöst wurde, spielte nach dem Drehbuch von Hans Jacoby der Schauspieler O. W. Fischer die Hauptrolle. An seiner Seite agierten Rosanna Schiaffino, Sonja Ziemann, Maria Mahor, Heinz Erhardt, Ingeborg Schöner, Renate Ewert und Christiane Maybach. Die Filmmusik stammt von Mario Nascimbene, Produzent war Artur Brauner.